# 단원제

청색: 양원제 국가
주황색: 단원제 국가
연두색: 단원제 및 보조기관
검은색: 의회 없음

단원제(한국 한자: 單院制, 영어: unicameralism)는 입법부를 단 하나의 합의체(合議體)로 구성하는 의회제도를 말한다. 양원제를 비롯한 다원제(多院制)의 반대에 자리하는 개념으로, 일원제(一院制)라고도 한다.
대한민국에서는 1952년 1차 개헌시에 단원제를 "양원제"(민의원·참의원)로 고쳤다가 1962년 제5차 개헌, 즉 제3공화국 헌법에서 다시 단원제를 채택하여 현재에 이르고 있다.

## 단원제의 특성
의회가 2개로 나누어진 양원제하고는 달리 1국가 1의회 중심으로 이뤄지며 의원들도 상하원 구분없이 단일의원으로 신분을 유지하며 모든 의회 표결권도 행사할 수 있으며, 대한민국처럼 인구가 적은 나라에서 시행한다.
양원제에서는 상원하고 하원이 별도로 표결을 붙이기 때문에 최종적으로 2개의 의회가 표결을 지을 때까지는 법이 적용되지 않으나 단원제에서는 단일의회 구성의 특성상 의원들의 단일 표결권 행사에 따라 법이 즉시 적용하게 된다.

## 평가
| - 국정 처리 지연 발생이 낮음 - 국회의 책임 소재가 명확 - 단일 표결권으로 법안 적용 가능 - 업무 처리에 시간하고 비용 절감 - 정부에 대한 국회의 지위 막강 - 일원적 민주주의 이론에 충실 | - 다수당의 횡포 견제 곤란 - 직능대표제, 지방대표제 도입 곤란 - 양원제하고는 달리 부당한 심의하고 입법으로 잦은 과오, 날치기 통과 발생 우려 - 정부하고 의회간의 충돌 발생 시 수습 곤란 - 의회 횡포 방지 곤란 |

## 참고 문헌
- 이 문서에는 다음커뮤니케이션(현 카카오)에서 GFDL 또는 CC-SA 라이선스로 배포한 글로벌 세계대백과사전의 내용을 기초로 작성된 글이 포함되어 있습니다.

## 같이 보기
- 단일 국가
- 양원제
  - 상원
  - 하원
- 삼원제